# Межконфессиональные партнёры Южной Каролины
Межконфессиональные партнёры Южной Каролины (англ. Interfaith Partners of South Carolina, IPSC) — это неправительственная организация, созданная для просвещения о религиозных, духовных и нравственных традициях в Южной Каролине, США.

## Концепция
Миссия Партнёров — просвещение о религиозной толерантности без прозелитизма, диалог религиозных и духовных организаций в Южной Каролине, США. Партнёры работают над привлечением общественного внимания к многообразию религий штата. 

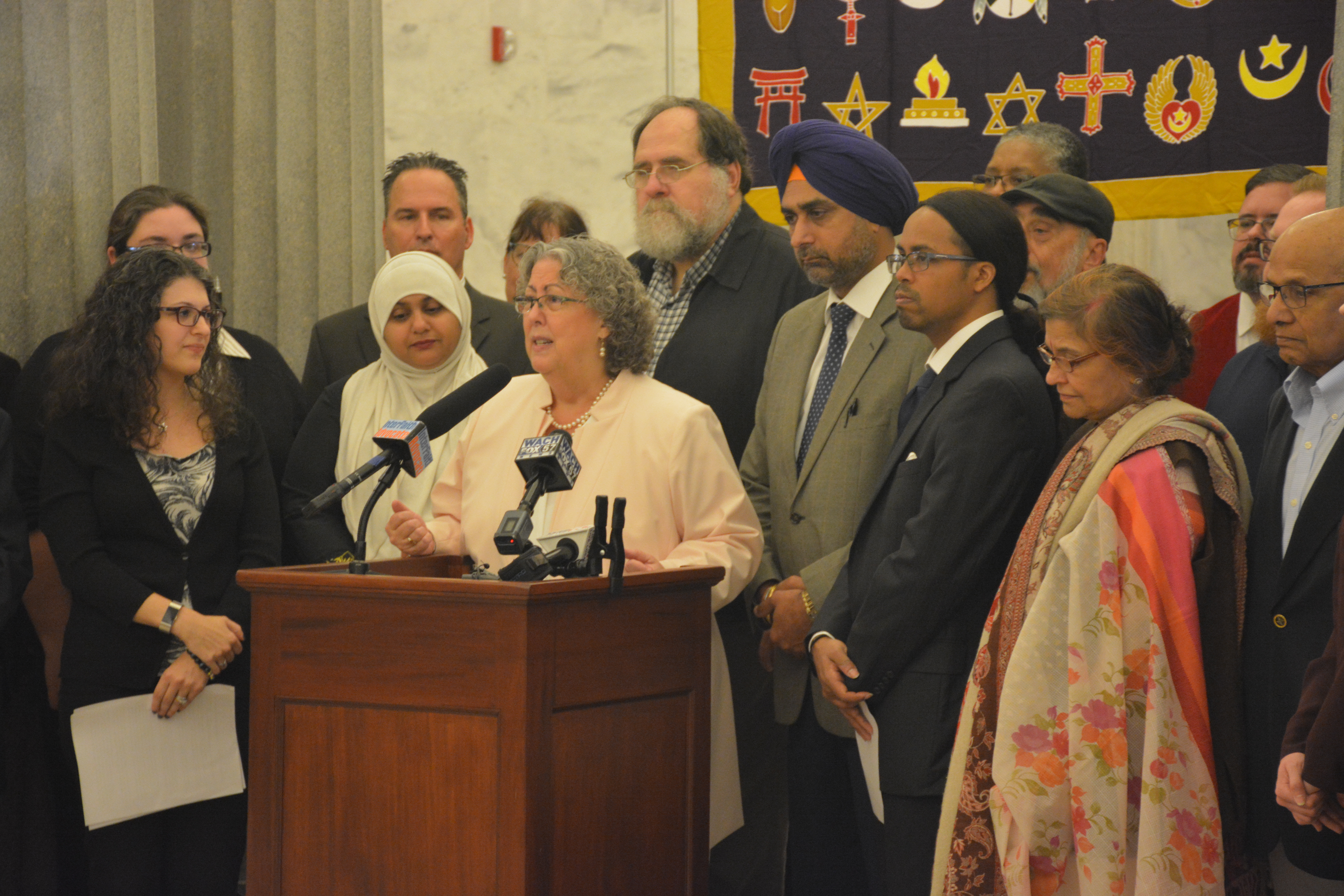
Межконфессиональные партнёры Южной Каролины, мероприятие в Государственной резиденции Южной Каролины, 2019 год

## История

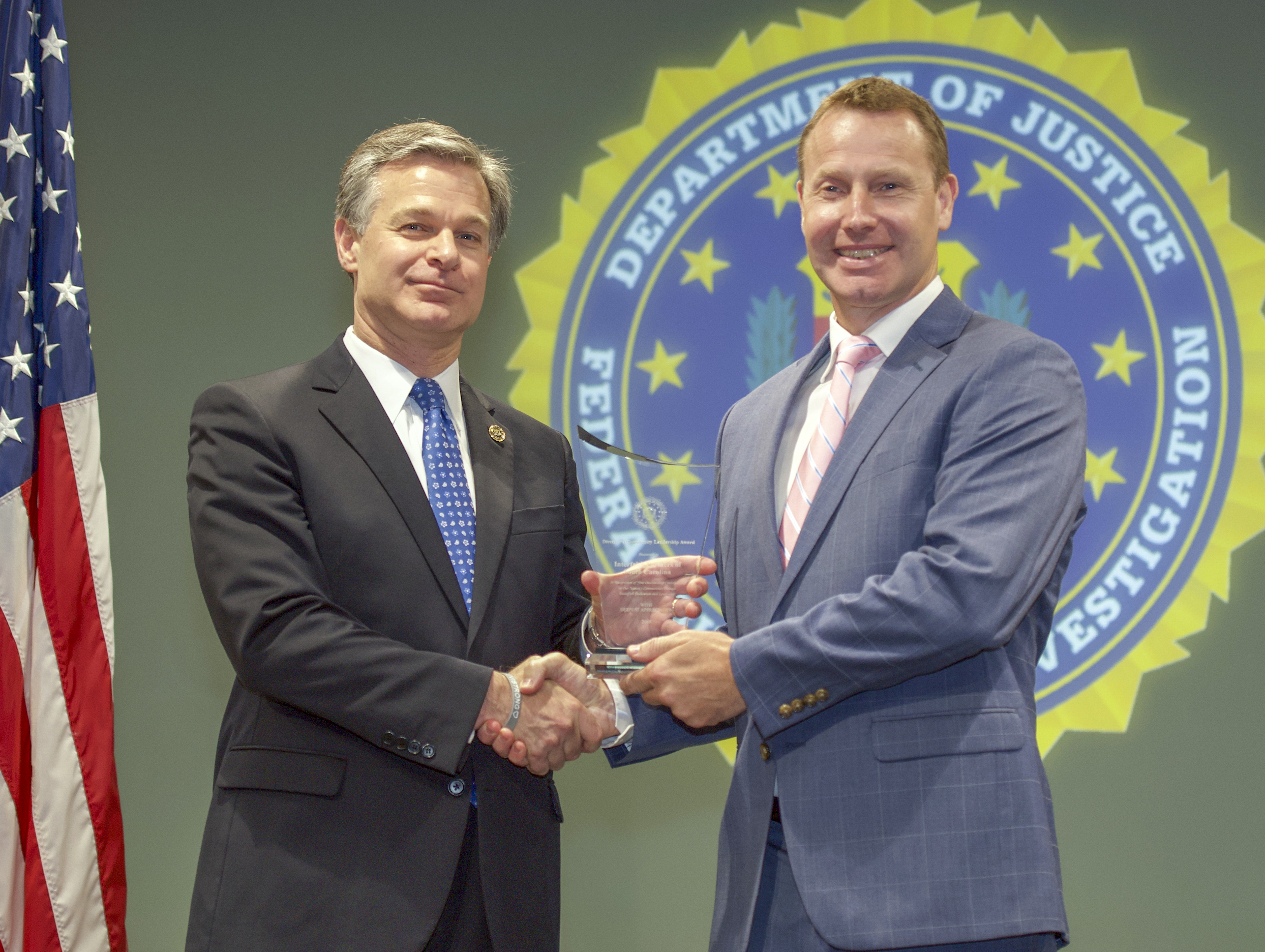
Директор ФБР Кристофер Рэй вручает Адриану Берду, председателю организации «Межконфессиональные партнеры Южной Каролины», награду Community Leadership Award, 2019 год

Организация создана в 2010 году в Южной Каролине, известной своим преимущественно консервативным христианским населением. Партнёры проводили заседания консультативного комитета штата, периодические групповые дискуссии и фестивали. Отделения Партнёров расположены в городах Эйкен и Флоренция, Южная Каролина. C 2023 года руководителем Партнёров стала Холли Эмор. 

## Деятельность
Губернатор Южной Каролины Никки Хейли провозгласила январь Месяцем межконфессиональной гармонии Южной Каролины, традицию которого продолжил новый губернатор Генри Макмастер. С 2011 года его проведение стало ключевым проектом Партнёров. При координации Партнёров в течение всего месяца молитвенные дома, религиозные и другие группы проводили открытые мероприятия. В 2019 и 2020 годах мэры Чарльстона и Эйкена, Южная Каролина, издали аналогичные заявления своих городов в сотрудничестве с Партнёрами в проведении межрелигиозного месяца.
В разные годы Партнёры высказывались в поддержку представителей меньшинств, подвергающихся риску из-за разжигания ненависти:
- публичное заявление в поддержку сирийских беженцев,
- заявление после стрельбы в Методистской епископальной церки в 2015 году в Чарльстоне, Южная Каролина[11],
- заявление после стрельбы в мечети в Крайстчерче, Новая Зеландия, в 2019 году[12],
- партнерство с еврейскими лидерами после угрозы взрыва бомбы в Еврейском общинном центре Колумбии в 2017 году,
- работа по предотвращению преступлений на сексуальной почве[13],
- партнерство в разработке и реализации Плана действий после беспорядков в Капитолии 6 января 2021 года в Вашингтоне, округ Колумбия[14].

## Награды
В 2019 году Руководство Партнёров получило награду ФБР Community Leadership Award за лидерство в межконфессиональном сообществе Южной Каролины.  